# USS Tucson (SSN-770)
Za druga plovila z istim imenom glejte USS Tucson.
USS Tucson (SSN-770) je jedrska jurišna podmornica razreda los angeles.